# Les Juniors Bob et Bobette
 (décembre 2024).
La mise en forme du texte ne suit pas les recommandations de Wikipédia : il faut le « wikifier ».
Les points d'amélioration suivants sont les cas les plus fréquents. Le détail des points à revoir est peut-être précisé sur la page de discussion.
- Les titres sont pré-formatés par le logiciel. Ils ne sont ni en capitales, ni en gras.
- Le texte ne doit pas être écrit en capitales (les noms de famille non plus), ni en gras, ni en italique, ni en « petit »…
- Le gras n'est utilisé que pour surligner le titre de l'article dans l'introduction, une seule fois.
- L'italique est rarement utilisé : mots en langue étrangère, titres d'œuvres, noms de bateaux, etc.
- Les citations ne sont pas en italique mais en corps de texte normal. Elles sont entourées par des guillemets français : « et ».
- Les listes à puces sont à éviter, des paragraphes rédigés étant largement préférés. Les tableaux sont à réserver à la présentation de données structurées (résultats, etc.).
- Les appels de note de bas de page (petits chiffres en exposant, introduits par l'outil «  Source ») sont à placer entre la fin de phrase et le point final[comme ça].
- Les liens internes (vers d'autres articles de Wikipédia) sont à choisir avec parcimonie. Créez des liens vers des articles approfondissant le sujet. Les termes génériques sans rapport avec le sujet sont à éviter, ainsi que les répétitions de liens vers un même terme.
- Les liens externes sont à placer uniquement dans une section « Liens externes », à la fin de l'article. Ces liens sont à choisir avec parcimonie suivant les règles définies. Si un lien sert de source à l'article, son insertion dans le texte est à faire par les notes de bas de page.
- La présentation des références doit suivre les conventions bibliographiques. Il est recommandé d'utiliser les modèles {{Ouvrage}}, {{Chapitre}}, {{Article}}, {{Lien web}} et/ou {{Bibliographie}}. Le mode d'édition visuel peut mettre en forme automatiquement les références.
- Insérer une infobox (cadre d'informations à droite) n'est pas obligatoire pour parachever la mise en page.

Pour une aide détaillée, merci de consulter Aide:Wikification.
Si vous pensez que ces points ont été résolus, vous pouvez retirer ce bandeau et améliorer la mise en forme d'un autre article.
Les Juniors Bob et Bobette (anciennement P'tits Bob et Bobette ; Suske en Wiske Junior ou Junior Suske en Wiske ou anciennement Klein Suske en Wiske en néerlandais) est une série de bande dessinée belge et spin-off de la série de BD Bob et Bobette, crée par Willy Vandersteen.

## Thématique
La série met en scène Bob et Bobette à l'âge de cinq ans et s'adresse principalement aux jeunes lecteurs débutants. Initialement, les gags se déroulent sur une seule page. Contrairement à la série principale, la plupart des personnages secondaires réguliers n'y figurent pas. Au début, seuls Tante Sidonie et le chien Tobie jouent des rôles mineurs. Sidonie a d'avantage le rôle de parent. La série introduit également de nouveaux personnages principaux : Bert Bavet, un garçon qui devient l'ennemi juré de Bob et Bobette, Dotje, une jeune fille, et Witje, un chat. Au fil du temps, le personnage de Sidonie disparaît progressivement de la série.
Après le changement de titre en Les Juniors Bob et Bobette, les gags ne se déroulent plus sur une seule page mais sur plusieurs. Le langage est revu pour l'adapter aux enfants plus jeunes. Les nouveaux personnages Tom et Lies font leur apparition et jouent un rôle parental pour Bob et Bobette.

## Historique
À la mi-décembre 2001, un spin-off de Bob et Bobette est annoncé  Paul Geerts dessine les premiers croquis sur lesquels reposeront la série. Jeff Broeckx devient le dessinateur régulier et Marc Legendre devient le scénariste. Ils avaient déjà travaillé ensemble sur la série de bandes dessinées Waterland. Les gags sont alors publiés en néerlandais au dos du magazine de bandes dessinées Suske en Wiske Weekblad, remplaçant alors Les Schtroumpfs. La nouvelle série fait en fait partie d'un plus gros chamboulement effectué pour le quotidien flamand. Comme la série de bande dessinée Amphoria, la nouvelle série vise à rendre Bob et Bobette plus accessible pour tous les âges. La sortie en album est également annoncé, e premier sort fin 2002 uniquement en néerlandais. Urbanus remplace Marc Legendre comme scénariste.
La bande dessinée sera publiée dans le magazine de 2002 à fin 2003 avant d'être interrompu,,,. En 2004 et 2005, une série de six albums est publié, en néerlandais, sous le nom Klein Suske en Wiske, Dirk Nielandt en sera le scénariste et Broeckx en sera le dessinateur  Après avoir dirigé le scénario du cinquième album, en 2005, Nielandt en devient le scénariste permanent. À partir de 2006, la série est traduite en français sous le nom de P'tits Bob et Bobette. Dick Heins assiste Broeckx pour dessiner la série à partir de 2006.
Le quinzième album, Drôles de bêtes (Beestenboel en néerlandais), sort en 2009. Le nom de la série en version originale est changée pour Junior Suske en Wiske aux Pays-Bas tandis que le nom Klein Suske en Wiske reste de mise pour l'édition destinée à la Flandre,. Après l'album Un an tout rond (Het jaar rond en néerlandais) sorti en 2010, la série est publiée communément sous le nom néerlandais Junior Suske en Wiske aux Pays-Bas et en Flandre. En français, le nom devient Les Juniors Bob et Bobette. Les albums sont numérotés indépendamment de la série précédente. Pieter van Oudheusden devient le scénariste permanent. Après son décès en 2013, l'artiste Broeckx reprend, en plus du dessin, le scénario de plusieurs albums.Seuls 8 albums sur 11 seront publiés en français.
Anneke Scholtens écrit le scénario du dernier album sorti en 2015. Broeckx se retire alors et la série est arrêtée. En septembre et novembre 2017, une nouvelle histoire est publiée de manière ponctuelle par Maarten Gerritsen (Studio Noodweer) basée sur un scénario de Peter Van Gucht. Ce nouvel album reste inédit en français.
En novembre 2019, trois nouveaux albums sont annoncés avec Charel Cambré comme dessinateur et Kim Duchateau comme scénariste. Le nom de la bande dessinée en néerlandais est Suske en Wiske Junior. Le premier album sort en mars 2020 et reste inédit en français, comme le reste des albums qui suivront.

## Albums
Les gags sont initialement pré-publiés dans le journal Suske en Wiske weekblad en néerlandais puis publiés en album. Après l'arrêt du magazine, les bandes dessinées sont immédiatement publiées sous forme d'album. Pour la version francophone, seule une publication en français se fere. Vous trouverez ci-dessous une liste d'albums avec leur titre en français et en néerlandais ainsi que leur année de publication.

### P'tits Bob et Bobette (Klein Suske en Wiske en néerlandais) (2002-2010)[20]
| no . | Titre en français    | Année de publication (version française) | Titre original (nl) , | Année de publication (version originale) , |
| ---- | -------------------- | ---------------------------------------- | --------------------- | ------------------------------------------ |
| 1    | Joyeux diablotins    | 2006                                     | Engeltjes, bengeltjes | 2002                                       |
| 2    | Charmants bambins    | 2006                                     | Guitige spruitjes     | 2003                                       |
| 3    | Vrais gosses         | 2006                                     | Jonge patatjes        | 2003                                       |
| 4    | Gribouillis          | 2007                                     | Kribbel, krabbel      | 2004                                       |
| 5    | Graines de héros     | 2007                                     | Mini-heldjes          | 2004                                       |
| 6    | Bulles de savon      | 2007                                     | Bubbels en bellen     | 2005                                       |
| 7    | Plaisir de rire      | 2008                                     | Vrolijke rakkertjes   | 2005                                       |
| 8    | Boum badaboum        | 2008                                     | Holder de bolder      | 2006                                       |
| 9    | Vroum, vroum !       | 2008                                     | In vliegende vaart    | 2006                                       |
| 10   | Bisou, bisou         | 2009                                     | Kusje kusje           | 2007                                       |
| 11   | Sprint final         | 2009                                     | Supersprint           | 2007                                       |
| 12   | Des hauts et des bas | 2009                                     | Hoger lager           | 2008                                       |
| 13   | Cache-cache          | 2010                                     | Koetje boe            | 2008                                       |
| 14   | Soleil, soleil       | 2010                                     | Zomerkriebels         | 2009                                       |
| 15   | Drôles de bêtes      | 2010                                     | Beestenboel           | 2009                                       |
| 16   | Le sport, c'est fun  | 2011                                     | Sport en spel         | 2010                                       |

### Les juniors Bob et Bobette (Junior Suske en Wiske en néerlandais) (2010-2015)
Avec le changement de titre, la série apparaît avec une nouvelle numérotation. Les albums sont également plus petits. La numérotation francophone diffère de la numérotation originale, seul 8 albums sur 11 seront traduis.
| no original (nl). | no (parution française) | Titre en français          | Année de parution (version française) | Titre original (nl) ,      | Année de parution (version originale) , |
| ----------------- | ----------------------- | -------------------------- | ------------------------------------- | -------------------------- | --------------------------------------- |
| 1                 | 1                       | Un an tout rond            | 2011                                  | Het jaar rond              | 2010                                    |
| 2                 | 2                       | Inspecteurs juniors        | 2011                                  | Speurneuzen                | 2011                                    |
| 3                 | 3                       | Grosses frayeurs           | 2012                                  | Grote griezels             | 2011                                    |
| 4                 | 4                       | En safari                  | 2012                                  | Op safari                  | 2012                                    |
| 5                 | 6                       | Le Secret de Saint-Nicolas | 2013                                  | Het geheim van Sinterklaas | 2012                                    |
| 6                 | 5                       | On joue                    | 2013                                  | Spelletjes spelen          | 2012                                    |
| 7                 | 7                       | Eureka!                    | 2014                                  | Eureka!                    | 2013                                    |
| 8                 | 8                       | Les petits Astros          | 2014                                  | In space                   | 2013                                    |
| 9                 | Inédit en français      | Inédit en français         | Inédit en français                    | Ontspoorde sprookjes       | 2014                                    |
| 10                | Inédit en français      | Inédit en français         | Inédit en français                    | Het wilde westen           | 2014                                    |
| 11                | Inédit en français      | Inédit en français         | Inédit en français                    | Op reis door de tijd       | 2015                                    |

### Suske et Wiske Junior (2020 à ce jour)
Avec un nouveau changement de titre, la série apparaît avec une nouvelle numérotation. Les albums ci-dessous ont été dessinés par Charel Cambré sur un scénario de Kim Duchateau. La série reste inédite en français à ce jour.
| no | Titre                      | Année de parution |
| -- | -------------------------- | ----------------- |
| 1  | Hij heeft het gedaan!      | 2020              |
| 2  | Terug voor het eten!       | 2020              |
| 3  | In naam der wet!           | 2020              |
| 4  | Een appeltje voor de dorst | 2021              |
| 5  | Het boemerang effect       | 2021              |
| 6  | In het hol van de beer     | 2021              |
| 7  | Rake klappen               | 2022              |
| 8  | Wegwezen, Krimson!         | 2022              |
| 9  | Verboden te heksen         | 2022              |
| 10 | Op heterdaad betrapt       | 2023              |
| 11 | Apenstreken                | 2023              |
| 12 | Opgeruimd Staat Netjes     | 2023              |
| 13 | Zootje Ongeregeld          | 2023              |
| 14 | Vol Gas!                   | 2024              |

## Adaptations

### Série animée
En septembre 2013, le studio d'animation belge Grid Animation annonce la réalisation d'une série animée tirée de la série,. Doghouse Films et la VRT sont coproducteurs. La production démarre fin 2014  et la série est diffusée sur Ketnet à partir du 6 novembre 2017,. Cette série reste inédite en français.
Casting
- Bob - Jan Van Hecke
- Bobette - Liesbeth De Wolf
- Kathy - Cathy Petit
- Tom- Thomas Cordie
- Billy Reniers - Peter Pype
- Autres voix : Bert Van Poucke, Govert Deploige, Ingrid Van Rensbergen, Pepijn Caudron, Reuben De Boel, Sara Gracia Santacreu

#### Livres
En 2018, une série de livres basés sur la série animée écrite par Inge Bergh sont publiés. Ils restent inédits en français.
| Nr. | Titre                     | Année de parution |
| --- | ------------------------- | ----------------- |
| 1   | Suske Hood schiet te hulp | 2018              |
| 2   | Het zwarte gat            | 2018              |
| 3   | De blauwe diamant         | 2018              |
| 4   | Piraten                   | 2018              |

### Livres de lecture
Parallèlement aux trois séries de bandes dessinées, une série de livres de lecture pour l'enseignement, suivant la méthode d'apprantissage AVI, est lancée. Les dessins sont réalisés par le même artiste que dans la série de bandes dessinées.Cette série reste inédite, elle aussi, en français, la série utilisant une méthode d'enseignement de la lecture typique aux Pays-Bas et à la Flandre et plus globalement pour l'apprentissage du néerlandais par les jeunes enfants.

#### Klein Suske en Wiske (2004-2005)
| Non. | Titre                                      | Année de parution |
| ---- | ------------------------------------------ | ----------------- |
| 1    | Waar is Suske? / Suske is weg              | 2004              |
| 2    | De schat van Wiske / Wiske zoekt een schat | 2004              |
| 3    | Help! Een spook! / Een spook op zolder?    | 2005              |
| 4    | Pizzeria Wiske / Wiskes Pizzeria           | 2005              |
| 5    | Aap is weg / Waar is aap?                  | 2005              |
| 6    | De doelvrouw / Wiske in doel!              | 2005              |

#### Junior Suske et Wiske (2008-2016)
| Nr. | Titre                                      | Année de parution |
| --- | ------------------------------------------ | ----------------- |
| 1   | Suske is weg                               | 2008              |
| 2   | Wiske zoekt een schat / De schat van Wiske | 2008              |
| 3   | Een spook op zolder                        | 2008              |
| 4   | Wiskes Pizzeria                            | 2008              |
| 5   | Waar is aap? / Aap is weg                  | 2008              |
| 6   | Wiske in doel!                             | 2008              |
| 1   | Aap aan de bal                             | 2011              |
| 2   | De kat van Kaat                            | 2011              |
| 3   | Een nacht in de tent                       | 2011              |
| 4   | Het ei van de draak                        | 2011              |
| 1   | Een huis voor spook                        | 2012              |
| 2   | Een roos voor Lies                         | 2012              |
| 3   | Feest in de klas                           | 2012              |
| 1   | Waar is de schat?                          | 2015              |
| 2   | Suske is een ezel!                         | 2015              |
| 3   | Een griezel in een kasteel                 | 2015              |
| 4   | Een mummie in de stad                      | 2015              |
| 1   | Een hoed voor Sint                         | 2016              |
| 2   | Een leuke kerst                            | 2016              |

#### Suske et Wiske Junior (2017 à ce jour)
| Non.    | Titre                      | Année de parution |
| ------- | -------------------------- | ----------------- |
| Spécial | De wakkere Woeffies        | 2017              |
| Spécial | De wakkere Woeffies deel 2 | 2017              |
| 1       | Wat hoort Wiske daar?      | 2020              |
| 2       | De kat                     | 2020              |
| 3       | Pak me dan!                | 2020              |
| 4       | Vaar je mee ?              | 2020              |
| 5       | Een schat in de tuin       | 2021              |
| 6       | Een taart voor Suske       | 2021              |
| 7       | Voor wie is de brief?      | 2021              |
| 8       | Een heks in het dorp       | 2021              |

## Art mural
La création d'une fresque artistique sur un mur de Kalmthout est annoncée mi-2010. L'œuvre est inaugurée le 11 septembre 2010,. Elle est peinte par Paula Setz d'après les dessins de Jeff Broeckx,.

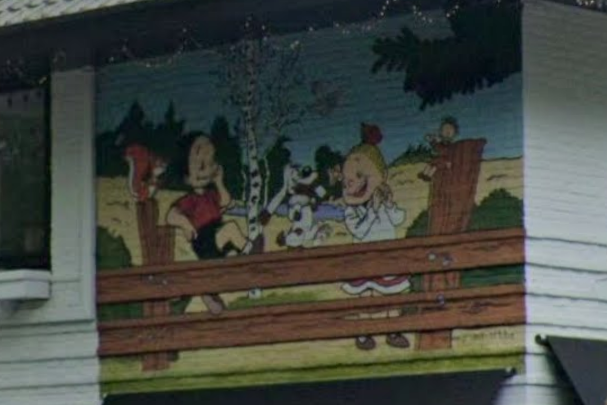
Fresque murale à Heide, Kalmthout

## Sources, notes et références
1. ↑  (nl) De Weyer, Geert, België gestript., Anvers, Ballon Media (ISBN 978-9-462-10202-6), p. 278
2. ↑  (nl) « Naar een reeks zoeken », sur De Poort (consulté le 14 décembre 2024)
3. 1 2  (nl)Junior Suske en Wiske (albums), Suskeenwiske.ophetwww.net
4. 1 2 3  (nl)Nieuws: Klein Suske en Wiske (2), Suskeenwiske.ophetwww.net
5. 1 2 3  (nl)Nieuws: De kleine Suske en Wiske (1), Suskeenwiske.ophetwww.net
6. ↑  (nl) Geert De Weyer, België gestript, Antwerpen, Ballon Media, 2015 (ISBN 978-9-462-10202-6), p.278
7. ↑  (nl)Weekblad: Klein Suske en Wiske, Suskeenwiske.ophetwww.net
8. ↑  (nl)Klein Suske en Wiske, Comicweb.nl
9. ↑  (nl) Geert De Weyer, België gestript, Antwerpen, Ballon Media, 2015 (ISBN 978-9-462-10202-6), p.182
10. ↑  (nl)Weekblad: Het reguliere register, Suskeenwiske.ophetwww.net
11. ↑  (nl)Klein Suske en Wiske: Leesboekjes, Suskeenwiske.ophetwww.net
12. ↑  (nl)Junior Suske en Wiske, Dirknielandt.be
13. ↑  (nl)P'tits Bob et Bobette, Suskeenwiske.ophetwww.net
14. ↑  (nl)Beestenboel, Suskeenwiske.ophetwww.net
15. ↑  (nl)Beestenboel, Stripinfo.be
16. ↑  (nl)Les juniors Bob et Bobette, Suskeenwiske.ophetwww.net
17. ↑  (nl)Suske en Wiske Op reis door de tijd, Annekescholtens.nl
18. ↑  (nl)Eventjes een nieuwe tekenaar voor Junior Suske en Wiske, Stripspeciaalzaak.be
19. ↑  (nl)Charel Cambré en Kim Duchateau herlanceren Suske en Wiske Junior, Stripspeciaalzaak.be
20. ↑  « Klein Suske en Wiske - Junior Suske en Wiske », sur suskeenwiske.ophetwww.net (consulté le 14 décembre 2024)
21. 1 2  (en)Klein Suske en Wiske, Comicvine.gamespot.com
22. 1 2 3 4  (nl)Klein Suske en Wiske (albums), Suskeenwiske.ophetwww.net
23. 1 2 3 4  (nl)Klein Suske en Wiske, Stripinfo.be
24. 1 2  (nl)Suske en Wiske Junior, Stripinfo.be
25. ↑  (nl)Animatiereeks rond Junior Suske en Wiske op komst, Nieuwsblad.be
26. ↑  (nl)Animatieserie Junior Suske en Wiske, Suskeenwiske.ophetwww.net
27. ↑  (nl)Animatieserie Junior Suske en Wiske: Ontwerpen voor personages, Suskeenwiske.ophetwww.net
28. ↑  (nl)Suske en Wiske Junior, Ketnet.be
29. ↑  (nl)Suske en Wiske krijgen animatiereeks, Vrt.be
30. ↑  (nl)‘Klein Suske en Wiske’-stripmuur in Kalmthout, Stripgids.org
31. 1 2  (nl)Tweede stripmuur in Kalmthout onthuld, Kalmthout.be
32. ↑  (nl)Muurschildering Junior Suske en Wiske, Suskeenwiske.ophetwww.net
33. ↑  (nl)Junior Suske en Wiske op stripmuur, Nieuwsblad.be

Modèle:Appendix